# Rigassificatore (GNL)

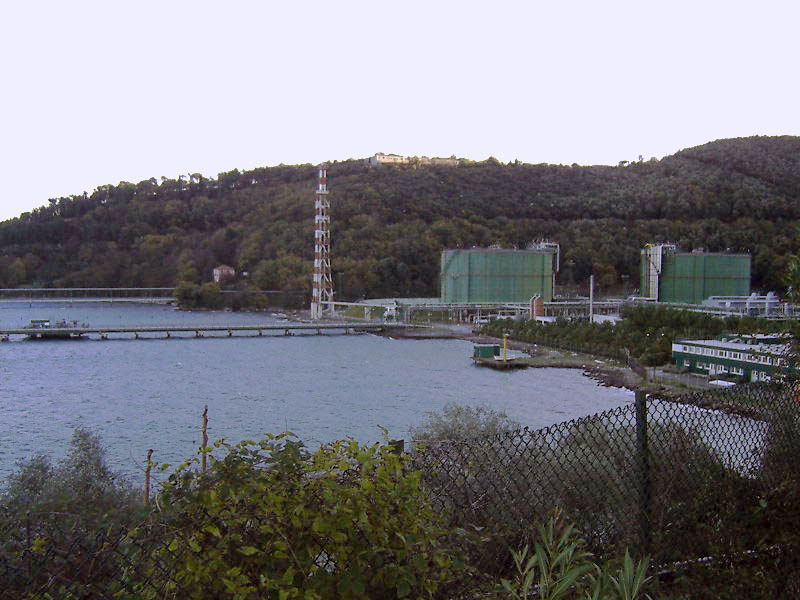
Il rigassificatore di Panigaglia

Nell'ambito del ciclo di produzione e trasporto del gas naturale (GN), un rigassificatore è un impianto industriale che permette di riportare il prodotto dallo stato liquido (GNL) utilizzato nel trasporto marittimo a quello gassoso utile per il trasporto terrestre e il consumo finale. Gli impianti di rigassificazione possono essere realizzati a terra oppure in alto mare (su strutture offshore) o su particolari navi dette "unità galleggianti di stoccaggio e rigassificazione" (o FSRU, dall'inglese Floating Storage and Regasification Unit).
Quando viene trasportato per mare il gas naturale subisce nel porto di partenza un processo di liquefazione per ridurre il volume del prodotto, che può essere così trasportato con maggiore efficienza e in condizioni di sicurezza (non essendo infatti infiammabile allo stato liquido). Il processo avviene mediante un forte abbassamento della temperatura, che viene portata al disotto della temperatura di ebollizione del metano, principale componente della miscela, che a pressione atmosferica è pari a −161,4 °C. Il gas liquefatto viene quindi imbarcato su speciali navi dette metaniere, dotate di cisterne criogeniche, che si occupano di mantenere il carico allo stato liquido sino al porto di destinazione, dove subisce il processo inverso per poter essere riportato in forma aeriforme e quindi immesso nelle condotte della rete di distribuzione.

## Il processo di rigassificazione
Il processo di rigassificazione viene avviato dopo l'attracco di una nave metaniera presso l'impianto di rigassificazione. Il gas normalmente viene trasportato in condizioni di pressione atmosferica e ad una temperatura di circa -163 °C; tuttavia, soprattutto quando si tratta di piccole navi, è possibile che il trasporto avvenga all'interno di serbatoi pressurizzati e dunque a temperature meno basse.
Il metano, ancora allo stato liquido, viene trasferito dalla nave ad un serbatoio di stoccaggio all'interno del rigassificatore, dove mantiene le medesime condizioni fisiche di trasporto. Successivamente viene inviato ad un vaporizzatore che, agendo sulla temperatura, effettua la gassificazione con l'espansione del gas, che torna allo stato naturale. La variazione di temperatura avviene in genere tramite lo scambio termico in fasci tubieri tra gas liquido e acqua di mare, che cede il proprio calore al gas; la pressione invece viene ridotta tramite l'espansione del gas in appositi serbatoi. A questo punto il gas può essere immesso nella rete di distribuzione nazionale.
Anziché disperdere inutilmente il "freddo" in mare, i rigassificatori possono essere abbinati ad impianti che prevedono l'uso di basse temperature (ad esempio stabilimenti di surgelazione di cibi), "riciclando" così l'energia frigorifera con notevoli risparmi energetici.

## Tipologie di rigassificatori
Esistono varie tipologie di rigassificatori che sfruttando diverse soluzioni tecniche che permettono di adattarli secondo le varie esigenze dei siti in cui vengono costruiti.
Le tecnologie sono diverse ed hanno sicuramente per questo pregi e difetti che le distinguono. La soluzione onshore è la più economica ma richiede l'impegno di una certa superficie di un'area portuale o comunque di terraferma. Di solito questo tipo di impianti sono stati realizzati in grosse aree portuali (il caso del Giappone o della Spagna) oppure in complessi petroliferi o chimici costieri (il caso della Francia) non mancano tuttavia il caso di impianti costruiti su zone della coste in cui si è dovuto costruire il pontile di attracco partendo dal nulla (di nuovo la Spagna). Le due tecnologie offshore offrono  più versatilità perché vengono realizzate in mare aperto e quindi risultano adeguate a situazioni in cui le coste sono densamente abitate e non esistono grossi porti. Per contro sono assai più costose e richiedono tempi di progettazione e di realizzazione maggiori.
La tecnologia più innovativa (Offshore Regasification Gateway), quella della nave rigassificatrice, sembrerebbe riuscire ad abbattere il costo dell'impianto: in prima approssimazione il costo di 2 navi rigassificatrici, necessarie a garantire un approvvigionamento analogo a quello di un impianto tradizionale di medie dimensioni, sarebbe uguale a quello dell'impianto stesso, con il vantaggio di includere in sé il costo delle navi altrimenti da calcolare a parte.

### Onshore

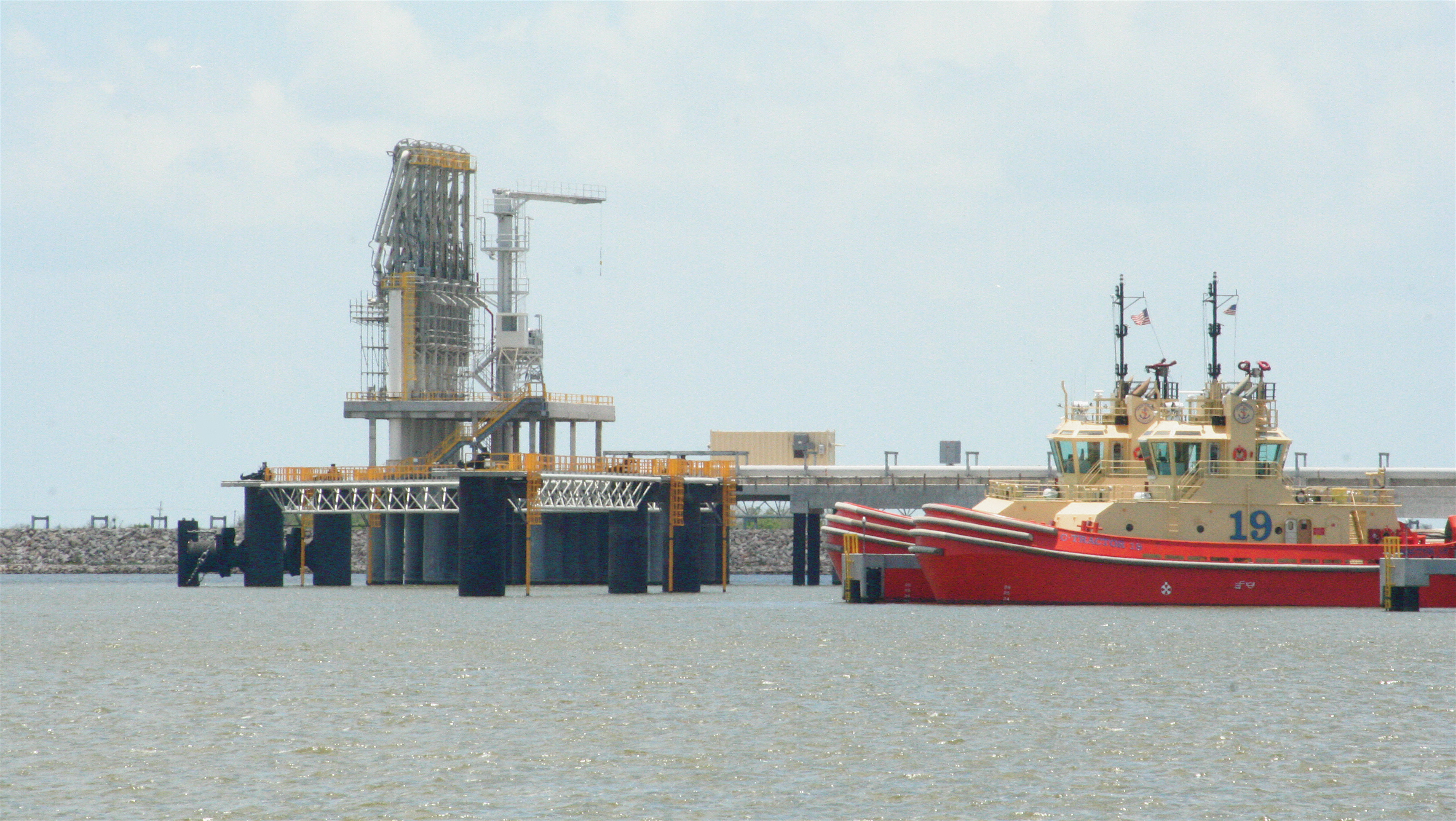
Esempio di rigassificatore onshore.

È la tecnologia più diffusa e collaudata perché la prima ad essere sviluppata. Consiste nel realizzare in prossimità del mare (in genere all'interno o in prossimità di una grossa area portuale) dei serbatoi destinati ad accogliere il GNL (gas liquefatto). Tali serbatoi, costruiti con una struttura in cemento esterna più una metallica interna a forma cilindrica, sono collegati attraverso opportune condotte ad un pontile di attracco a cui ormeggia la nave metaniera che trasporta il gas in forma liquida. Il GNL viene pompato dalle navi metaniere ai serbatoio di stoccaggio, che operano normalmente a pressione atmosferica e a una temperatura di circa -160 °C. Dallo stoccaggio, il GNL viene pompato e in seguito riscaldato fino a tornare allo stato gassoso, prima di essere introdotto nelle tubazioni per la distribuzione.
I gas sviluppati nei serbatoi di stoccaggio vengono compressi e ri-condensati.

### Offshore GBS (Gravity Based Structure)
Questa tecnologia è la più innovativa, il primo terminale al mondo di questo tipo è quello progettato da Aker Kværner per conto della società Adriatic LNG al largo di Rovigo, presso Porto Viro ed entrato in servizio nel 2009. Il rigassificatore terminale GNL Adriatico consiste in una struttura di cemento armato in cui sono alloggiati due serbatoi in acciaio. La struttura viene trasportata dal cantiere dove è costruita (semplicemente trainata sfruttando la spinta di Archimede dato che è in grado di galleggiare) sul luogo dove deve essere posizionata e viene affondata, cioè fatta adagiare sul fondo utilizzando un'opportuna zavorra. La struttura costituisce così una vera e propria isoletta artificiale a cui le navi metaniere possono attraccare e scaricare il gas. L'impianto che riporta il gas allo stato aeriforme è alloggiato sulla stessa struttura, assieme agli impianti ausiliari e agli alloggiamenti del personale di bordo. Un gasdotto sottomarino permette di collegare il rigassificatore alla costa e di far arrivare il gas alla rete sulla terraferma.

### Offshore FSRU (Floating Storage Regassification Unit)
A differenza della precedente questa tecnologia prevede la realizzazione di una struttura galleggiante in cui alloggiano i serbatoi per contenere il gas. La struttura galleggiante, che può anche essere una nave metaniera opportunamente adattata, viene ancorata permanentemente al fondo marino, lontano dalla costa e funziona da serbatoio galleggiante a cui attraccano le metaniere per scaricare il gas liquefatto che viene riportato allo stato gassoso a bordo dell'unità galleggiante. Un gasdotto collega la nave alla terraferma consentendo di immettere il gas nella rete gas. Questo sistema verrà applicato nel sito di Livorno dalla società Olt Offshore, che farà ancorare a 22 km (12 miglia nautiche) dalla costa la nave cisterna norvegese "Golar Frost".
È inoltre in fase di progettazione da parte di Saipem Fano il futuro terminale di rigassificazione API di Falconara Marittima (Ancona), che prevede analogamente l'attracco di navi FSRU a un terminale off-shore esistente, dislocato a 16 km dalla costa, che con le opportune modifiche diventerà il punto di attracco dove le FSRU immetteranno nel futuro gasdotto sottomarino il gas metano allo stato gassoso ad una pressione fra i 45 e i 90 bar, che sarà poi misurato, analizzato nella sua composizione, regolato in pressione da impianti on-shore, e infine immesso nella rete nazionale dei gasdotti Snam Rete Gas per essere distribuito a tutte le utenze allacciate alla rete.

### Offshore Regasification Gateway
La Excelerate Energy è una società texana produttrice di navi metaniere in grado di rigassificare a bordo, secondo una tecnologia sviluppata in proprio e commercializzata a partire dal 2006.
La stessa nave funge quindi sia da vettore che, una volta giunta a destinazione, da impianto di rigassificazione. L'infrastruttura necessaria per la ricezione del gas aeriforme si limita ad una boa di ormeggio e scarico del metano, collocata al largo, dal quale si diparte un gasdotto sottomarino per veicolare il prodotto verso terra.
La scelta di navi rigassificatrici riguarda anche il progetto di Gaz de France, proposto al largo delle coste delle Marche.

## Valutazioni sulla loro realizzazione
La costruzione dei rigassificatori è oggetto di valutazioni opposte di giudizio frapponendosi due diversi giudizi di merito: da un lato la necessità di ottenere maggiore capacità di approvvigionamento di gas, dall'altro i timori delle comunità locali.

La prima è un'esigenza di natura economica, mentre la seconda riguarda tematiche di sicurezza e ambiente. L'impianto di rigassificazione, trattando gas altamente infiammabile in determinate condizioni desta parecchie preoccupazioni nelle comunità locali, che temono i rischi di esplosione nel caso di un incidente rilevante. Pertanto nella popolazione locale un rigassificatore è avvertito solamente come una minaccia all'integrità ambientale e fisica della zona.

### Aspetti negativi
Gli aspetti negativi sono legati soprattutto ai rischi potenziali dell'impianto stesso, in quanto atto a lavorare grosse quantità di metano altamente infiammabile: per questa ragione sono sottoposti alle direttive Seveso, ossia di impianti a rischio di incidente rilevante come per le raffinerie di petrolio. Sono stati condotti vari studi riguardo al rischio potenziale dei rigassificatori, la maggior parte di essi è legato a modelli teorici in quanto un reale incidente di grosse proporzioni (come quello più volte paventato dagli oppositori) non si è mai verificato.
L'energia sviluppata in un'eventuale esplosione è calcolabile se è nota la portata dell'impianto, ed è legata al lavoro di espansione del gas, che è il prodotto del volume medio trattato (dalla taglia dell'impianto) e del salto di pressione delle metaniere e la pressione atmosferica della rete di distribuzione del gas.
Due aspetti ambientali negativi del ciclo di rigassificazione sono legati alla reimmissione delle acque raffreddate e utilizzo del cloro.  IL primo tipo di impatto ambientale negativo (il GNL si trova alla temperatura di -160 °C) è legato alla tipologia di funzionamento cosiddetta "a ciclo aperto", dove il calore utile alla gassificazione del GNL proviene dall'acqua di mare. Potrebbe essere evitato ricorrendo ad altre tecnologie di tipo "a ciclo chiuso" in cui il calore necessario alla trasformazione di fase viene veicolato da altre fonti. Il secondo impatto è legato alla necessità di immettere cloro, che confluirà in natura, per impedire la naturale colonizzazione delle tubature da parte di alghe ed altre forme viventi, la quantità di cloro attivo immesso è inferiore alla soglia prescritta dalla legge italiana (0,1 mg/l - soglia 0,2 mg/l).
Entrambi

### Aspetti positivi
Per quanto l'impianto presenti rischi potenziali di esplosione, la tecnologia in questo campo rende gli impianti piuttosto sicuri: non a caso gli incidenti che riguardano gasiere e impianti di rigassificazione sono esigui e poco significativi rispetto ad altri impianti come le raffinerie di petrolio.
Poiché il passaggio del gas da liquido a gassoso assorbe calore, si hanno a disposizione molte frigorie da utilizzare nell'industria del freddo come surgelati, frutta ecc., dal quale si possono abbattere i costi energetici fino al 40%. Oppure negli ambiti della ricerca e nella produzione di materiali ad alto valore tecnologico: superconduttori e nanotecnologie. Un aspetto quest'ultimo che offre la possibilità di interagire con le strutture scientifiche ed universitarie, con le positive ricadute occupazionali.
Il ciclo di rigassificazione di per sé non presenta grandi emissioni di anidride carbonica in atmosfera, come una centrale elettrica a gas o ad olio combustibile. Pertanto il suo impatto ambientale è da considerarsi parecchio limitato. Considerando invece l'intero ciclo di liquefazione, trasporto criogenico e successiva rigassificazione, si tratta di un sistema altamente inefficiente. Si stima che il trasporto di metano liquido comporti un aggravio dal 20 al 40% delle emissioni di gas serra. Infine la loro costruzione consente un miglior approvvigionamento di gas anche da altre nazioni produttrici, l'Italia infatti importa gas solo da Russia, Libia, Paesi Bassi ed Algeria tramite gasdotti. La presenza dei rigassificatori consentirebbe un approvvigionamento diversificato anche da altre aree del mondo particolarmente ricche di gas, ma impossibili da collegare con gasdotti.

## Incidenti rilevanti su impianti di rigassificazione
Fortunatamente il numero di incidenti rilevanti legati agli impianti di rigassificazione è solamente uno:
- Nel 1944 a Cleveland USA si è avuta un'esplosione di gas che ha determinato 130 morti;[4] si tratta però di un incidente accaduto ad un rigassificatore realizzato con tecnologia obsoleta ed oggi abbondantemente superata. Non è corretto pertanto realizzare un parallelo tra Cleveland e la tecnologia adottata negli impianti odierni.

## Aspetti politici
Il governo italiano si è impegnato nel 2006 nella realizzazione di almeno 4 rigassificatori in modo da ottenere una certa indipendenza energetica dall'Algeria e dalla Russia, che grazie ai recenti accordi possono imporre prezzi molto alti all'Italia.
Due ipotesi si contrappongono.

### L'Italia come Hub europeo del gas
L'Italia può sfruttare la propria posizione centrale nel Mediterraneo e in Europa, nonché le notevoli connessioni via gasdotto verso il Nord Europa, per proporsi come un hub energetico: importerebbe gas liquefatto via nave, lo rigassificherebbe ed esporterebbe quindi il surplus verso l'Europa. Per attuare questa strategia industriale, palesata nel 2006, «l'Italia ha bisogno di undici rigassificatori di cui almeno quattro dovrebbero essere avviati subito».
Tuttavia questo progetto non ha tenuto il passo del tempo: altri Paesi del Nord Europa si stanno velocemente attrezzando con infrastrutture adeguate. Nel novembre 2011 a Rotterdam è stato inaugurato il terminal GATE (Gas Access To Europe); a Dunkerque nel 2015 entrerà in esercizio il terminal che - secondo le intenzioni dei proponenti - porterà la Francia ad essere uno tra gli attori principali nell'esportazione del metano.
Conferma di questo fatto si è avuta nel corso dell'audizione di Paolo Scaroni - amministratore delegato ENI, di cui è parte Snam Rete Gas, avvenuta il 10 ottobre 2012 presso la Commissione Industria del Senato, dove ha affermato che «Quello di metterci a fare rigassificatori sembra un treno già perso» e che andrebbe invece ricercata l'integrazione delle reti europee del gas, con tubi e gasdotti, che colleghino l'Italia con i rigassificatori europei sottoutilizzati.
Infine Edgardo Curcio, Presidente dell'AIEE – Associazione Italiana Economisti dell'Energia, alla domanda su come giudica l'obiettivo di rendere l'Italia l'hub mediterraneo del gas, risponde: «si tratta di un obiettivo del quale si è discusso più volte anche in passato ma le difficoltà non sono piccole perché dovremmo diventare esportatori netti da importatori netti. Ciò presuppone la realizzazione di nuove infrastrutture ma, nella congiuntura attuale (novembre 2012), le imprese sono restie a effettuare investimenti a causa di una domanda di gas in calo. Si può sicuramente pensare a una ripresa del mercato fra tre anni ma le imprese per loro natura guardano a un orizzonte molto più breve, e non possono investire in rigassificatori o nuovi gasdotti quando la situazione appare così poco allettante. Si potrebbe quindi pensare a un intervento pubblico ma occorrerebbe capire su chi scaricare i costi, un'altra questione non semplice. L'idea di creare un grande mercato prelevando il gas dal Sud e trasportandolo al Nord e al Centro dell'Europa è molto interessante ma di difficile realizzazione».

### Soluzione minima
Tale linea rifiuta di impiegare l'Italia come porta d'accesso per il gas europeo e propone di realizzare solo quei 4 rigassificatori che coprano il fabbisogno italiano. Questa era la linea annunciata dall'ex ministro Pecoraro Scanio, che tuttavia ha bloccato anche la realizzazione di impianti volti a soddisfare il fabbisogno nazionale, come nel caso di Brindisi e Livorno.
La Commissione VIA del Ministero dell'Ambiente ha dato parere favorevole agli impianti di Porto Empedocle, Priolo, Gioia Tauro, Trieste e Falconara Marittima.

Nei prossimi anni gli iter autorizzativi verranno completati dalle Regioni competenti.

## Rigassificatori in Italia
Tra parentesi è indicata la capacità di rigassificazione in chilometri cubi (miliardi di metri cubi) all'anno (km3/anno). Vedi anche la lista di rigassificatori nel mondo.

### In funzione
- Rigassificatore di Panigaglia, Località Panigalia Portovenere (SP), Liguria, (3,4 km3/anno), azionista: GNL Italia, società del gruppo Snam. Presentata domanda per incremento capacità fino a 8 km3/anno.[8]
- Terminale GNL Adriatico, Rovigo, Porto Tolle/Porto Viro, (8 km3/anno), azionisti: 70,7% ExxonMobil, 22% Qatar Petroleum, 7,3% Snam. Tipologia: Offshore Gravity based.[1] La prima metaniera carica di GNL proveniente dal Qatar, la Dukhan, è arrivata il 10 agosto 2009.[9]
- Rigassificatore di Livorno, Livorno (LI) OLT Offshore LNG Toscana (4 km3/anno), azionisti: 46,79% E.ON, 46,79% Iren compresa la quota del 5,08% di ASA Livorno, 3,73% OLT Energy Toscana - gruppo Belleli, 2,69% Golar Offshore Toscana Ltd - gruppo Golar. Tipologia: Offshore FSRU. La nave FSRU Toscana  è posizionata a 20 km dalla costa. Il primo gas è stato immesso in rete l'8 ottobre 2013[10].

### Progetti approvati
- Gioia Tauro (RC) (12 km3/anno), azionista: LNG Medgas Terminal (35,0% Sorgenia, 35,0% Iren, 30% Medgas Italia - gruppo Belleli).[11][12]
- Capobianco (BR) (8 km3/anno), azionisti: British Gas, onshore.[13]

### In progetto
- Ravenna (RA) (8 km3/anno), azionista: Eni. Offshore FSRU (piattaforme petrolifere da riadattare, al largo delle coste).
- Taranto (8 km3/anno), azionista: Gas Natural, in accordo con Snam.
- Monfalcone / Grado, Terminal Alpi Adriatico, (8 km3/anno), azionista: Endesa, offshore.
- Rosignano (LI) (8 km3/anno), azionisti: 70% Edison, 30% British Petroleum, probabilmente escluso dall'approvazione definitiva del limitrofo rigassificatore di Livorno.
- Porto Recanati (MC) La nave rigassificatrice verrà posizionata a 34 km dalla costa marchigiana, zona Scossicci nel comune di Porto Recanati. A 34 km la curvatura terrestre determina l'invisibilità della nave dalla spiaggia. La società pronente è Tritone GNL.
- Piombino (LI) (5 km3/anno), inizialmente onshore per circa due anni, quindi offshore.[14] Impianto a ciclo aperto. Proposto in seguito ai cambiamenti nella politica energetica italiana a causa della guerra in Ucraina. Società progettista: Snam.[15][16][17][18]

### Progetti abbandonati
- Porto Empedocle (AG) (8 km3/anno), azionista: Nuove Energie (90% Enel). Una espansione del porto sarà necessaria per accogliere le navi metaniere.[19] Nel 2009 un referendum consultivo locale ha bocciato l'iniziativa con il 95% dei voti contrari.[20] Nel 2016, un decreto del Dipartimento dell'Energia della Regione ha autorizzato la costruzione del gasdotto.[21] Al 2018, l'esito del progetto era ancora incerto.[22]
- Priolo Gargallo (SR) (8 km3/anno), azionisti: 50% ERG, 50% Shell.[23]
- Zaule, Trieste  (8 km3/anno), azionista: Gas Natural, in accordo con SNAM.[24][25]